# Wilten
Wilten ist eine Katastralgemeinde, eine Fraktion (Ortschaft) und ein statistischer Stadtteil im Süden von Innsbruck, am Fuß des Bergisels. 1904 wurde Wilten eingemeindet. Die Grenze zur Innenstadt bildet die Triumphpforte.

## Lage und Gliederung

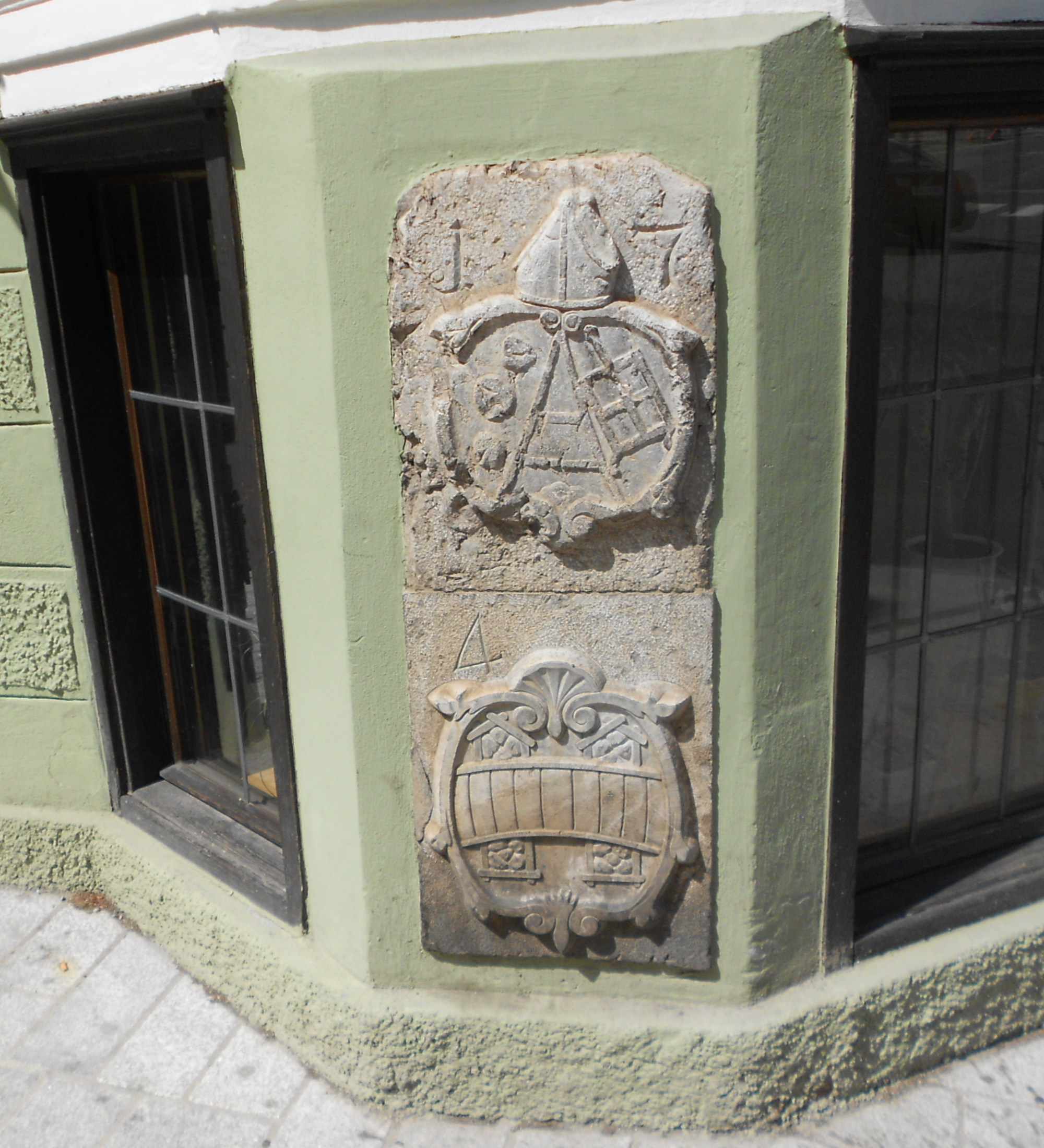
Grenzstein von 1745 zwischen dem Burgfrieden Innsbruck und dem Hofmarkgericht Wilten an der Ecke Maximilian-/Maria-Theresien-Straße

Die Katastralgemeinde Wilten umfasst eine Fläche von 6,75 km². Sie entspricht der bis 1904 selbstständigen Gemeinde Wilten. Im Norden grenzt sie an die Katastralgemeinden Hötting und Innsbruck, im Osten an die Katastralgemeinde Pradl, im Süden an die Katastralgemeinde Vill und die Gemeinde Natters, im Westen an Völs.
Die Grenze zu Hötting bildet der Inn, zu Innsbruck die Maximilian- und Salurner Straße. Die Katastralgemeinde und Fraktion gliedert sich in die statistischen Stadtteile Wilten und Sieglanger-Mentlberg.
Der statistische Stadtteil Wilten umfasst die statistischen Bezirke (Zählbezirke) Wilten-Ost (40,5 ha, 5328 Einwohner, 421 Gebäude), Wilten-Mitte (73,9 ha, 5723 Einwohner, 569 Gebäude), Wilten-Süd (361,4 ha, 693 Einwohner, 215 Gebäude) und Wilten-West (45,0 ha, 3194 Einwohner, 253 Gebäude; Stand März 2022). Der Stadtteil hat damit 15.488 Einwohner und eine Bevölkerungsdichte von 2974 Einwohnern/km². 9,5 % der Bevölkerung sind jünger als 15 Jahre, 14,1 % älter als 65. Der Ausländeranteil beträgt 34,2 % (Stand 2017).

## Geschichte

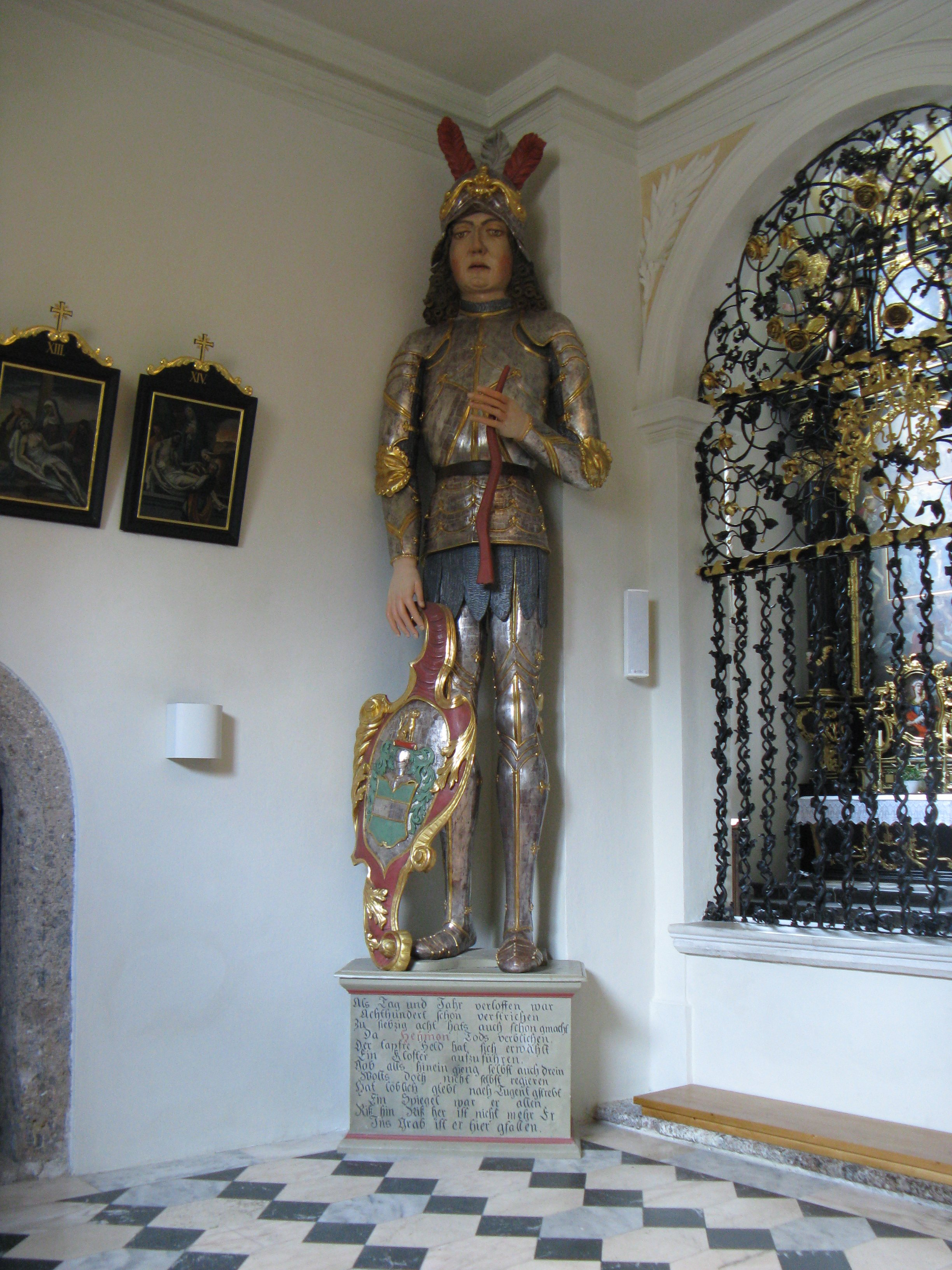
Statue des Riesen Haymon in der Stiftskirche

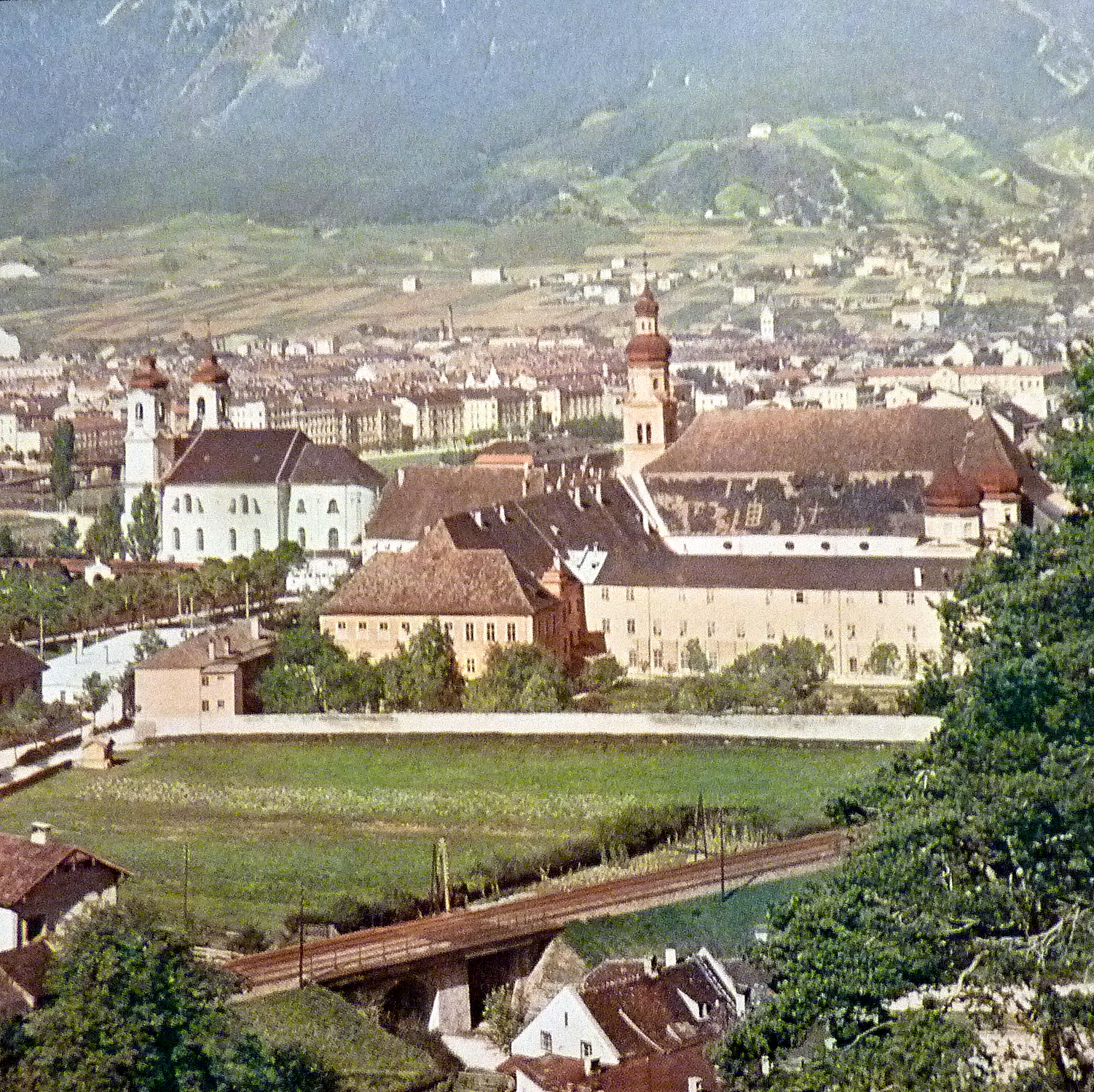
Wilten um 1900

Erste Besiedelungen des Gebiets am Bergisel zeigen sich schon zur Zeit der Urnenfelderkultur um 1000 v. Chr. Unter den Römern erfolgte der Bau von Lagerhäusern (horrea), eines Kastells und der Siedlung (vicus) Veldidena, die erstmals im 3. Jahrhundert urkundlich erwähnt wurde. Veldidena war zu dieser Zeit eine wichtige Weg- und Nachschubstation an der römischen Brennerroute Via Raetia, die Bozen (Pons Drusi) mit Augsburg (Augusta Vindelicorum) verband.
Der Sage nach soll das Stift Wilten im 9. Jahrhundert vom Riesen Haymon gegründet worden sein, bevor es 1138 dem Prämonstratenserorden übergeben wurde. Bis zum Jahr 1180 gehörte das gesamte Gebiet zwischen dem heutigen Wilten und dem Inn den Wiltener Chorherren. Durch ein Tauschgeschäft mit den Andechser Grafen, die schon am linken Ufer eine kleine Marktsiedlung an einer Brücke (damals Inspruk genannt) errichtet hatten, konnte 1180 Innsbruck neu gegründet werden, dort wo sich die heutige Altstadt befindet.
In älterer Zeit hieß Wilten auch Wil(en)t(h)ein; noch im 14. Jahrhundert (1370) ist etwa die Form „Willentein de Inspruka“ bezeugt.
1665 wurde die Stiftskirche erbaut. In Wilten befindet sich noch ein weiterer bedeutender Sakralbau, die 1756 von Franz de Paula Penz im spätbarocken Stil erbaute Wiltener Basilika.
Wilten gehörte bis zum 19. Jahrhundert zum Herrschafts- und Gerichtsgebiet des Stiftes. Im Zuge der vorübergehenden Abtretung Tirols während der napoleonischen Kriege an Bayern 1805 und der darauf folgenden Säkularisation von Klöstern wurde das klösterliche Hofgericht aufgelöst und Wilten galt als eigene Gemeinde.
Ursprünglich noch ein bäuerliches Dorf, veränderte Wilten sein Erscheinungsbild mit dem Bau der Arlbergbahn und des Staatsbahnhofs Wilten (heute Innsbruck Westbahnhof) im Jahr 1883. Neue Viertel mit städtischem Charakter entstanden. Um infrastrukturelle Entscheidungen gemeinsam mit der Stadt Innsbruck lösen zu können, wurde nach Verhandlungen 1904 entschieden, Wilten mit Innsbruck zu vereinen.
Seit 1891 verkehrte die Lokalbahn Innsbruck–Hall in Tirol vom Bergiselbahnhof beim Stift Wilten über Innsbruck nach Hall in Tirol. Ab 1905 folgten innerstädtische Linien der Straßenbahn Innsbruck.

## Wappen

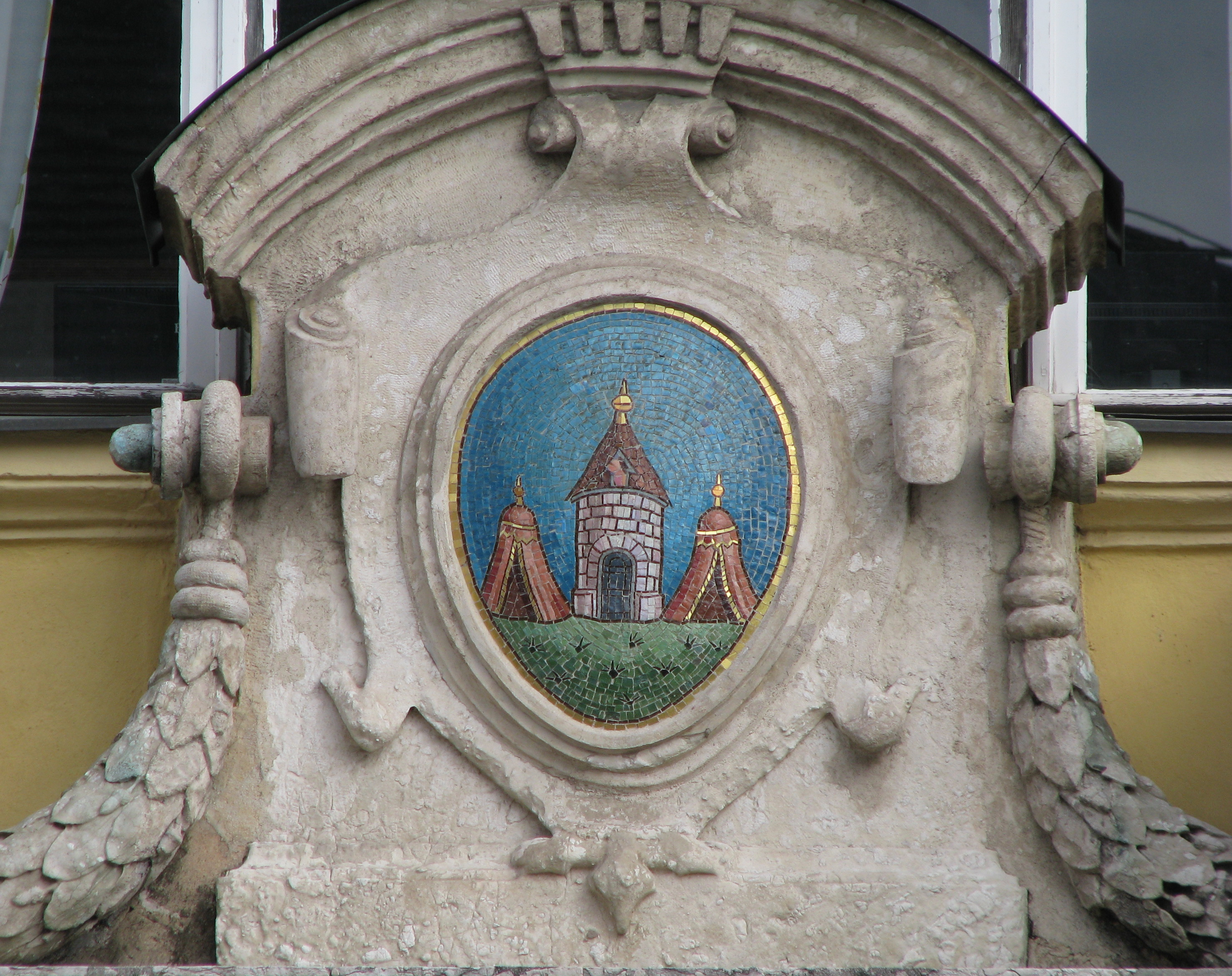
Wappen am ehemaligen Gemeindehaus

Wilten führte bis zur Eingemeindung ein Wappen, das heute wieder als Stadtteilwappen im Gebrauch ist. Es zeigt in blauem Feld eine auf einem grünen Schildfuß stehende Rundkapelle, die zu beiden Seiten von einem roten Zelt flankiert wird. Die Kapelle stellt dabei das seit 1275 nachweisbare St.-Bartlmä-Kirchlein dar, die Bedeutung der Zelte ist nicht bekannt. Die Verwendung des Wappens ist seit 1867 nachweisbar. Von einer offiziellen Verleihung ist nichts bekannt, vermutlich wurde das Wappen von der Gemeinde Wilten selbst, ohne kaiserliche Bestätigung, aber mit stillschweigender Duldung durch die Landesbehörden eingeführt.

## Kultur und Sehenswürdigkeiten

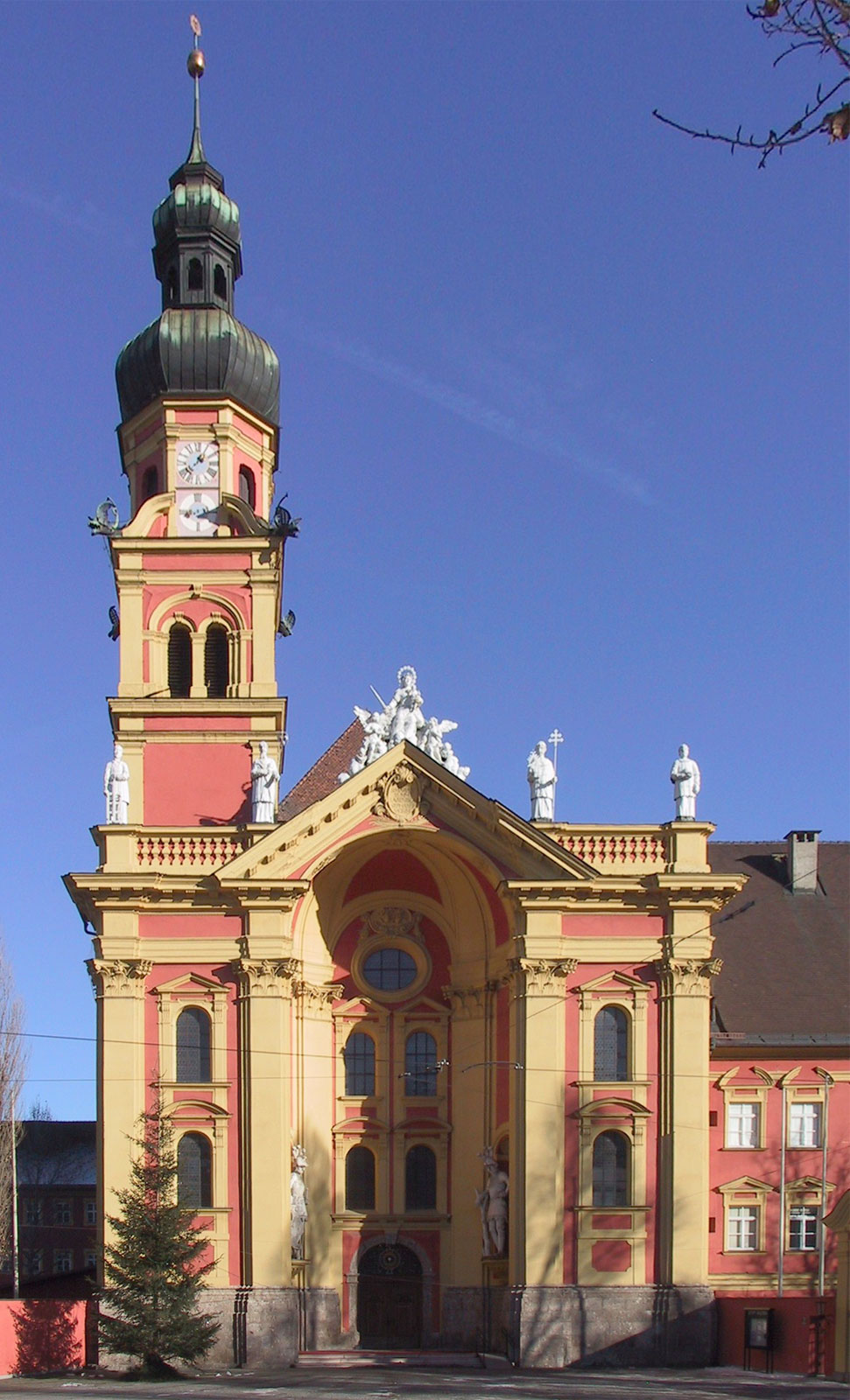
Stiftskirche Wilten

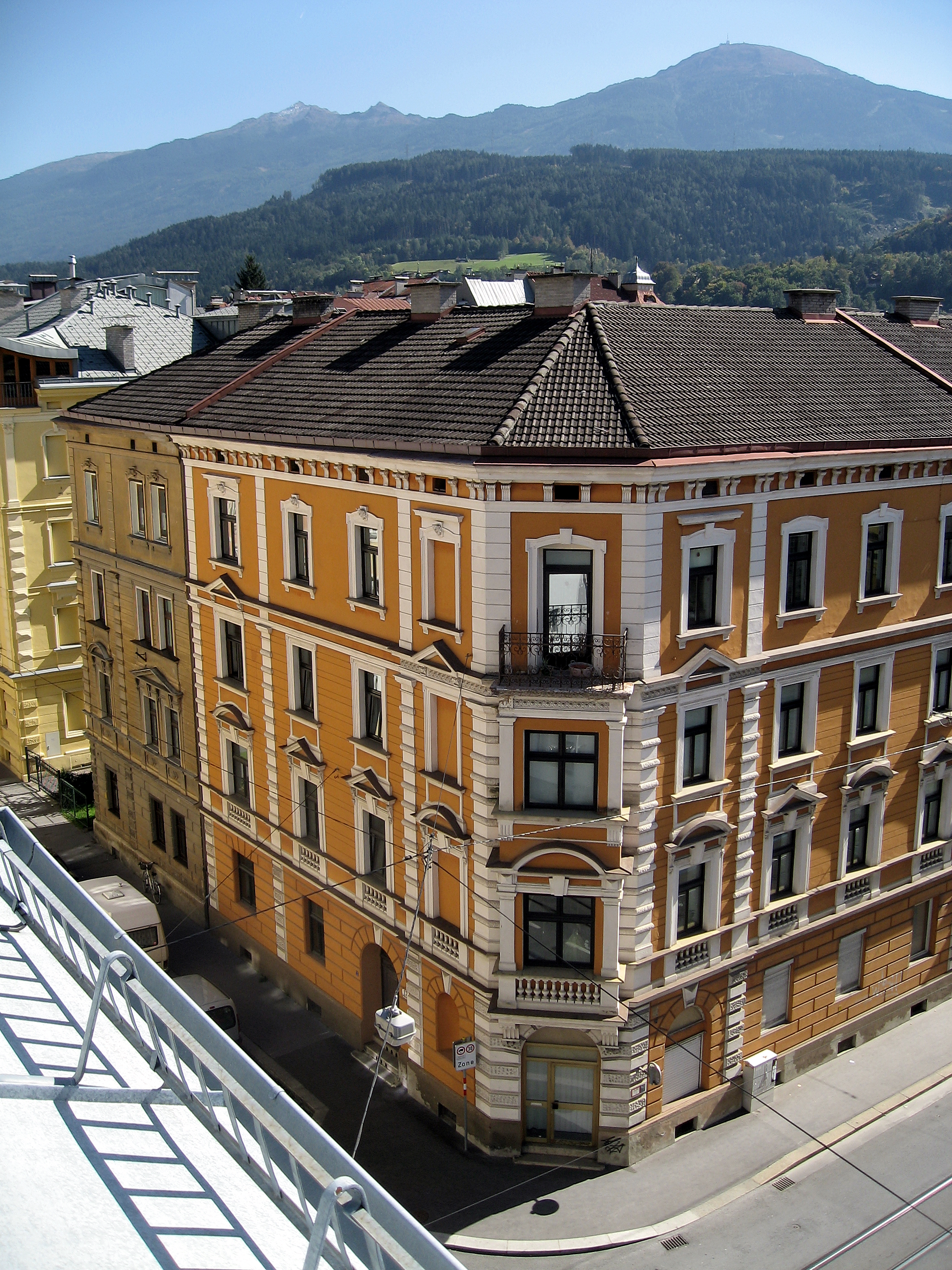
Wohngebäude in der Andreas-Hofer-Straße

- Bartlmäkirchlein: rekonstruiert, urspr. um 800, 1944 nach Bombenvolltreffer komplett zerstört, 1982 originalgetreu rekonstruiert,[6] daher steht das Gebäude nicht unter Denkmalschutz.

## Ortsteile
Wiltenberg bezeichnet den Hang im Süden und das Gebiet beim Westbahnhof mit einer Gewerbezone.
Mentlberg ist eine Wohnsiedlung am Hang, südlich der Straße nach Völs, überwiegend aus Einfamilienhäusern und Villen bestehend. Bekannt sind auch das Traditionsgasthaus Peterbrünnl und das Tierheim Mentlberg. Bemerkenswert ist das 1905 im Stil des Historismus nach dem Vorbild französischer Loireschlösser umgebaute Schloss Mentlberg.
Sieglanger liegt nordwestlich davon am Inn, mit der Kirche Maria am Gestade mit Glasmosaiken von Max Weiler. Diese römisch-katholische Kirche ist, sowie der benachbarte Kindergarten und die Volksschule zuständig für Sieglanger, Mentlberg und Klosteranger. Auch Sieglanger ist eine Wohnsiedlung, bestehend aus Wohnhäusern, Einfamilienhäusern, vielen ähnlich gebauten Reihenhäusern mit steilen Satteldächern, welche das Erscheinungsbild des Sieglangers stark prägen, und einige Villen.
Klosteranger, ebenfalls eine Wohnsiedlung, liegt südlich, parallel verlaufend zum Ortsteil Sieglanger.

## Infrastruktur und Verkehr
Neben der lokalen Infrastruktur finden sich in Wilten auch für die Gesamtstadt oder überregional bedeutende Einrichtungen wie Teile der Universität und der Universitätsklinik, der Westfriedhof oder die Pädagogische Hochschule Tirol.
Wilten ist Ausgangspunkt mehrere Verkehrswege: der Brenner-Bundesstraße (mit dem Anschluss Innsbruck-Süd an die Brennerautobahn), der Stubaitalbahn und der Linie 1 und der Linie 6 der Innsbrucker Straßenbahn. Im Westen ist ein Anschluss (Innsbruck West) an die A 12 Inntalautobahn.

## Persönlichkeiten
- Ferdinand von Bissingen-Nippenburg (1749–1831), Beamter und Politiker
- Heinrich Hueter (1844–1925), Politiker und Alpinist
- Hans Bernard (1861–1945), Bildhauer
- Martin Spörr (1866–1937), Musiker, Dirigent und Komponist
- Karl Radinger von Radinghofen (1869–1921), klassischer Philologe, Kunst- und Kulturhistoriker
- Peter von Stadl (1869–1919), Baumeister und Architekt
- Fanny Inama von Sternegg (1870–1928), Malerin
- Karl Inama von Sternegg (1871–1931), Genealoge und Heraldiker
- Simon Abram (1871–1940), Politiker
- Otto Nußbaumer (1876–1930), Physiker und Rundfunkpionier
- Franz Fischer (1887–1943), Politiker, Bürgermeister von Innsbruck
- Erwin Mahrholdt (1900–1925), Dichter, Maler und erster Biograf Georg Trakls
- Liselotte Zemmer-Plank (1931–2015), Prähistorikerin